# Mountain of Faith
Touhou Fūjinroku ~ Mountain of Faith. (Nhật: 東方風神録　～ Mountain of Faith. (Đông Phương Phong Thần Lục) Hepburn: Tōhō Fūjinroku, n.đ. "Ngọn núi của đức tin") là tựa game chính thứ mười trong loạt game Touhou Project và là trò chơi thứ mười hai nói chung. Giống như các trò chơi Touhou chính khác, Mountain of Faith là một trò chơi doujin bắn danmaku màn hình cuộn theo chiều dọc. Mountain of Faith được phát hành tại Comiket 72 vào tháng 8 năm 2007 và phát hành trên Steam vào tháng 6 năm 2020.

## Lối chơi
Mountain of Faith là một trò chơi bắn danmaku màn hình cuộn theo chiều dọc, trong đó người chơi luôn hướng lên trên và được yêu cầu di chuyển xung quanh làn đạn của kẻ thù, bắn kẻ thù xuất hiện từ phía trên đầu màn hình và chiến đấu với những con trùm xuất hiện hai lần trong mỗi màn.
Không giống như các trò chơi Touhou trước đây, khả năng bài phép của người chơi không có bộ đếm riêng mà thay vào đó, khi kích hoạt, nó sẽ tiêu hao một điểm sức mạnh bắn của người chơi, có giới hạn là năm điểm, nhưng chúng có thể được bổ sung bằng cách thu thập các vật phẩm sức mạnh rơi ra từ kẻ thù bị giết.
Được giới thiệu trong cơ chế tính điểm của Mountain of Faith là hệ thống Niềm tin. "Bộ đếm niềm tin", được hiển thị ở góc dưới bên trái của màn hình, xác định số điểm mà người chơi sẽ nhận được bằng cách thu thập các vật phẩm điểm và hoàn thành các loạt thẻ phép của đối phương. Bộ đếm giảm dần theo thời gian, nhưng việc giảm có thể tạm dừng bằng cách đánh bại kẻ thù và thu thập các vật phẩm điểm. Ngoài ra, vật phẩm Điểm Niềm tin đã được giới thiệu trong Mountain of Faith, một biến thể màu xanh lá cây của vật phẩm điểm thông thường, giúp bổ sung niềm tin của người chơi.
Trong Mountain of Faith, người chơi có thể đặt các thông báo gơi ý trong suốt quá trình chơi, có thể được sử dụng cho các lần chơi tiếp theo. Tính năng này có thể được đặt thành tự động, trong đó trò chơi tự động tạo cảnh báo ở các vị trí cụ thể mà người chơi đã chết trong các lần chơi trước. Người chơi cũng có thể chỉnh sửa tệp gợi ý để hiển thị các ghi chú được cá nhân hóa tại những nơi và thời gian nhất định trên màn hình, cho phép tạo các hướng dẫn chiến lược với "khả năng tương tác giống Nico Nico Douga". Mountain of Faith có hai nhân vật có thể chơi được, Hakurei Reimu và Kirisame Marisa, mỗi người có ba kiểu bắn khác nhau, nhưng không giống như các trò chơi trước, tất cả đều dùng chung một loại thẻ phép.

## Cốt truyện
Vào mùa thu, đền Hakurei, ngôi đền duy nhất ở Gensokyo, số lượng người đến viếng thăm đền đã giảm, khiến đức tin giảm đi đáng kể. Trong khoảng thời gian này, Reimu, vu nữ của ngôi đền, bị một người lạ đến thăm, người tự xưng đại diện cho thần núi và ra lệnh cho cô ấy đóng cửa vĩnh viễn ngôi đền. Reimu từ chối, vì đền Hakurei đóng vai trò quan trọng trong việc duy trì Đại kết giới Hakurei, ngăn cách Ảo tưởng Hương với Thế giới bên ngoài. Kirisame Marisa, người bạn pháp sư của cô, nghi ngờ và cũng cảm thấy buồn chán. Cả hai đã quyết định đi lên núi Yêu quái để đối đầu với vị thần đứng sau những lời đe dọa đó.
Chiến đấu với các vị thần yếu hơn và một con hà đồng, người đã cảnh báo họ quay lại, Reimu và Marisa leo lên núi Yêu quái và phát hiện ra rằng hội Thiên cẩu đang lo lắng về sự hiện diện của một ngôi đền mới trên núi. Chuyển sự chú ý của họ đến ngôi đền mới, đền Moriya trên núi, các nhân vật nữ chính tìm thấy Kochiya Sanae, người đã ra lệnh cho họ đóng cửa đền Hakurei. Sanae là nữ tu phục vụ cho thần Yasaka Kanako, người âm mưu thu thập đức tin của tất cả cư dân của Gensokyo để ngăn chặn đức tin suy giảm thêm nữa, điều này sẽ khiến các vị thần mất sức mạnh. Vì điều đó sẽ khiến ngôi đền của cô trở nên lỗi thời, Reimu chiến đấu với Kanako, và Kanako được thuyết phục để làm hòa với tengu và kappa, những người được thuyết phục cũng đã chấp nhận cô là nữ thần của Núi Yêu quái.
Trong màn Extra, Reimu và Marisa nghe được tin đồn rằng có một vị thần khác sống trong đền Moriya, và vì vậy họ lại lên đường lên núi. Ở đó, họ gặp vị thần thực sự của Đền Moriya, Moriya Suwako, người đã yêu cầu họ chơi với cô.
ZUN đã tuyên bố trong một cuộc phỏng vấn rằng cốt truyện của Mountain of Faith không bao giờ được giải quyết một cách thực sự. Điều này là để các phần game trong tương lai như Subterranean Animism có thể dựa trên câu chuyện của họ dựa trên những kết thúc lỏng lẻo được tạo ra trong Mountain of Faith.

## Nhân vật
Nhân vật chơi được
- Hakurei Reimu (博麗 霊夢) – Vu nữ của đền Hakurei, người lên đường điều tra về vị thần trên ngọn núi sau khi bị đe dọa sẽ đóng cửa đền Hakurei. Ba kiểu đạn tấn công của cô là bùa tự ghim, kim tiêm thuyết phục và bùa trải rộng.
- Kirisame Marisa (霧雨 魔理沙) – Một pháp sư bình thường. Sau khi được thông báo về tình hình của Reimu, cô đã tự mình điều tra về vị thần trên ngọn núi. Các kiểu đạn tấn công của cô là ngôi sao lửa tự hành, tia laze ma thuật và quả cầu hơi lạnh.

Nhân vật trùm
- Aki Shizuha (秋 静葉) – Trùm giữa màn một, các kiểu danmaku tấn công của cô ấy mang chủ đề về lá mùa thu. Cùng với em gái Minoriko, họ kiểm soát mùa thu trên toàn Ảo tưởng Hương.
- Aki Minoriko (秋 穣子) – Trùm chính màn một và là một vị nữ thần mùa màng.
- Kagiyama Hina (鍵山 雛) – Trùm chính màn hai, người đã tạo nên những con búp bê được gửi xuống sông để giải trừ vận rủi. Vì vậy, bản thân Hina bị bao vây bởi sự bất hạnh, điều này được phản ánh qua tên một số thẻ phép của cô.
- Kawashiro Nitori (河 城 に と り) - Trùm chính màn ba, Nitori là một kỹ sư kappa, người có giai đoạn phản ánh bản chất thủy sinh của kappa. Cô tin rằng kappa và con người là đồng minh cổ xưa, nhưng bản thân cô lại rất nhút nhát, che giấu bản thân bằng cách ngụy trang quang học khi chạm trán với con người.
- Momiji Inubashiri (犬走 椛) – Trùm giữa màn bốn, là một con chó sói có mối liên hệ chặt chẽ với xã hội tengu. Cô ấy chỉ có một thẻ phép không tên.
- Shameimaru Aya (射命丸 文) – Trùm chính của màn bốn, tengu quen thuộc nhất với con người của Ảo tưởng Hương do công việc của cô là một phóng viên báo chí. Cô được hội tengu cử đến để thương lượng với những con người xâm phạm, Reimu và Marisa.
- Kochiya Sanae (東風谷 早苗) – Trùm chính màn năm, một con người ban đầu được tôn kính như một vị thần sống bên ngoài Ảo tưởng Hương. Cô là nữ pháp sư gió của đền Moriya, và các kiểu danmaku tấn công của cô được mô phỏng theo phép màu và gió.
- Yasaka Kanako (八坂 神奈子) – Trùm chính màn cuối và trùm phụ màn Extra, nữ thần của Đền Moriya, dựa trên nữ thần Nhật Bản Yasakatome, vợ của Takeminakata. Các cuộc tấn công danmaku của cô có liên quan đến các nghi lễ của vùng Suwa, chẳng hạn như shimenawa và onbashira. Cô dự định chuyển đền Moriya từ Thế giới bên ngoài vào Ảo tưởng Hương để thu hút thêm sức mạnh tâm linh của nó.
- Moriya Suwako (洩矢 諏訪子) – Trùm chính màn phụ, là một nữ thần khác bí ẩn của đền Moriya. Dựa trên Mishaguji, vị thần bản địa của vùng Suwa, những loạt bài phép của cô mang đặc điểm của loài ếch và thần thoại Suwa.

## Phát triển
Sau khi phát hành Imperishable Night, ZUN đã đạt được mục tiêu ban đầu của mình là tạo ra ba trò chơi Touhou cho Windows. Mặc dù ông có suy nghĩ sẽ làm cho trò chơi tiếp theo trở về bản chất đơn giản của Embodiment of Scarlet Devil, ông đã gác lại ý tưởng đó để làm các trò chơi phụ. Từ Embodiment of Scarlet Devil đến Phantasmagoria of Flower View, ZUN đã tạo ra ít nhất một trò chơi Touhou mỗi năm, nhưng không thể làm được vào năm 2006 vì công việc của ông tại Taito, khiến ông không đủ thời gian và năng lượng để tạo ra thêm một trò chơi. Ngoài ra, ZUN không mong đợi rằng Touhou sẽ có đủ độ nổi tiếng để đảm bảo cho một phần tiếp theo khác, nhưng đã rất ngạc nhiên khi thấy rằng vào năm 2006, sự nổi tiếng của nó tiếp tục tăng, thúc đẩy sự phát triển và ra mắt của Mountain of Faith.
Câu chuyện của Mountain of Faith dựa trên thần thoại Suwa quen thuộc với ZUN từ thời trẻ của ông ấy, mà ông đã từng nói rằng có một tình cảm hoài cổ đối với ông ấy. Vì thần thoại Suwa phần lớn đã mờ nhạt khỏi ý thức của công chúng, ZUN nghĩ rằng sẽ rất thú vị khi cung cấp phần phụ của riêng mình về thần thoại Suwa. Để chuẩn bị, ông đã đi nghiên cứu về các vị thần của vùng Suwa.
Một phần chính trong triết lý thiết kế của Mountain of Faith là quay trở lại một cách thức chơi cơ bản hơn. Vì lý do này, Mountain of Faith không kế thừa chế độ Spell Practice từ Imperishable Night cũng như các thẻ phép của các người chơi đặc thù từ các trò chơi trước. Sử dụng Shoot the Bullet làm nguyên mẫu, ZUN đã mở rộng trò chơi phụ vào Mountain of Faith, do đó bắt đầu lại từ đầu thay vì sử dụng các mô hình của các trò chơi đã thành công của ông ấy. ZUN đã tuyên bố rằng có thể cải tiến hệ thống trò chơi và loại bỏ các tính năng hiện có một cách tự do là một trong những lợi thế của việc sản xuất trò chơi doujin.
Vào ngày 6 tháng 6 năm 2020, Mountain of Faith được phát hành trên Steam, cùng với Subterranean Animism và Undefined Fantastic Object.

## Đón nhận
Cũng như các trò chơi Touhou khác, Mountain of Faith được khen ngợi vì độ khó của nó. Tuy nhiên, Yukikuni Sasayama của 4Gamer.net lưu ý rằng mặc dù các làn đạn đã trở nên khó hơn so với các trò chơi Touhou trước đây, nhưng thời lượng của các mẫu đã trở nên ngắn hơn, giúp người chơi dễ dàng sống sót lâu hơn. Sasayama mô tả trò chơi "tập trung vào loạt bài phép", với trò chơi khuyến khích ném bom trong suốt màn chơi cho đến khi người chơi đến được các con trùm, người chơi có thể thưởng thức các thẻ phép. Do đó, Mountain of Faith cho phép người chơi trải nghiệm sự tấn công nhịp nhàng của các loạt thẻ phép, đó có thể là lý do tại sao Mountain of Faith không kế thừa chế độ Luyện tập Bài phép từ Imperishable Night, vì nó làm phân mảnh các loạt thẻ phép.
Sự nổi tiếng của Touhou Project đã đưa nhiều người hâm mộ từ bên ngoài tỉnh Nagano đến các đền thờ của Suwa, nơi mà từ đó Núi Niềm tin đã lấy cảm hứng từ nó. Các bảng cầu nguyện với các hình vẽ manga bắt đầu xuất hiện ở Suwa Taisha kể từ tháng 7 năm 2008 do kết quả của những cuộc "hành hương" này, một thuật ngữ được các otaku sử dụng để mô tả về việc du lịch đến những nơi kết nối với anime và trò chơi điện tử. Bảo tàng Lịch sử Jinchōkan Moriya (神 長官 守 矢 史料 館) ở Chino, Nagano báo cáo rằng số lượng du khách trong năm 2008 cao hơn so với năm 2007, khi khách du lịch cũng bị thu hút đến Suwa vì bộ phim truyền hình Taiga Fūrin Kazan. Một số người dân địa phương hy vọng rằng những tiến triển này sẽ dẫn đến những cách mới để thu hút khách du lịch, chẳng hạn như với Washimiya, Saitama (được giới thiệu trong Lucky Star).
Trên Steam, 100% người dùng đánh giá về trò chơi rất tích cực. Trên GameSpot, trò chơi có điểm số được xếp hạng bởi người dùng trung bình là 8,8 / 10.